# Шиллер, Штефани
Штефани Шиллер (нем. Stephanie Schiller; род. 25 июля 1986, Потсдам) — немецкая гребчиха, выступавшая за сборную Германии по академической гребле в период 2004—2012 годов. Бронзовая призёрка летних Олимпийских игр в Пекине, чемпионка мира и Европы, победительница многих регат национального и международного значения.

## Биография
Штефани Шиллер родилась 25 июля 1986 года в Потсдаме, ГДР. Заниматься академической греблей начала в 1999 году, проходила подготовку в местном гребном клубе «Потсдамер».
Впервые заявила о себе в гребле в 2004 году, выиграв бронзовую медаль в парных двойках на юниорском мировом первенстве в Испании.
Первого серьёзного успеха на взрослом международном уровне добилась в сезоне 2005 года, когда вошла в основной состав немецкой национальной сборной и побывала на чемпионате мира в Гифу, откуда привезла награду серебряного достоинства, выигранную в программе парных четвёрок.
В 2006 году в четвёрках получила бронзу на мировом первенстве в Итоне. Изначально немки финишировали здесь на четвёртой позиции, но позже победившая команда России была дисквалифицирована в связи с проваленным допинг-тестом гребчихи Ольги Самуленковой — таким образом команда Германии переместилась на третью позицию.
На домашнем чемпионате мира 2007 года в Мюнхене Шиллер вновь стала серебряной призёркой в четвёрках.
Благодаря череде удачных выступлений удостоилась права защищать честь страны на летних Олимпийских играх 2008 года в Пекине — в составе экипажа, куда также вошли гребчихи Мануэла Лутце, Катрин Борон и Бритта Оппельт, завоевала бронзовую медаль в зачёте парных четвёрок, пропустив вперёд только экипажи из Китая и Великобритании. За это выдающееся достижение 20 ноября 2008 года была награждена высшей спортивной наградой Германии «Серебряный лавровый лист».
После пекинской Олимпиады Шиллер осталась в составе гребной команды Германии на ещё один олимпийский цикл и продолжила принимать участие в крупнейших международных регатах. Так, в 2009 году в парных четвёрках она одержала победу на этапах Кубка мира в Мюнхене и Люцерне, тогда как на мировом первенстве в Познани взяла в той же дисциплине бронзу.
В 2010 году в четвёрках была лучшей на этапе Кубка мира в Мюнхене, в то время как в двойках победила на чемпионате Европы в Монтемор-у-Велью и заняла шестое место на чемпионате мира в Карапиро.
На мировом первенстве 2011 года в Бледе обошла всех соперниц в зачёте парных четвёрок и завоевала золотую медаль, кроме того, добавила в послужной список золотые награды, полученные на этапах Кубка мира в Гамбурге и Люцерне.
Находясь в числе лидеров немецкой национальной сборной, Штефани Шиллер благополучно прошла отбор на Олимпийские игры 2012 года в Лондоне. Однако на сей раз попасть в число призёров не смогла — вместе с напарницей Тиной Манкер сумела квалифицироваться лишь в утешительный финал B и расположилась в итоговом протоколе соревнований на девятой строке. По окончании этой Олимпиады приняла решение завершить спортивную карьеру.
Помимо занятий спортом изучала бизнес-администрирование, работала в Потсдамском гребном обществе.